# Морський півень червоний
Морський півень червоний, Chelidonichthys cuculus, вид морських півнів. Поширені у східній Атлантиці від Британії (іноді біля Норвегії) до Мавританії (Мадейру і Азори включно). Також відомий у Середземному і Чорному морях. Морська демерсальна риба, сягає 50 см довжини.